# Bolivia en la Copa América 2011
La Selección de Bolivia fue uno de los 12 equipos participantes en la Copa América 2011, torneo que se llevó a cabo entre el 1 y el 24 de julio de 2011 en Argentina.
En el sorteo realizado el 11 de noviembre en La Plata la Selección de Bolivia quedó emparejada en el Grupo A junto a Argentina con quien debutó, Costa Rica y Colombia.

## Enfrentamientos previos
| Fecha                | Lugar                   |           |                      | Resultado |                      |           |
| -------------------- | ----------------------- | --------- | -------------------- | --------- | -------------------- | --------- |
| 11 de agosto de 2010 | La Paz                  | Bolivia   | Bandera de Bolivia   | 1:1       | Bandera de Colombia  | Colombía  |
| 7 de octubre de 2010 | Santa Cruz de la Sierra | Bolivia   | Bandera de Bolivia   | 1:3       | Bandera de Venezuela | Venezuela |
| 9 de febrero de 2011 | Antalya                 | Letonia   | Bandera de Letonia   | 2:1       | Bandera de Bolivia   | Bolivia   |
| 25 de marzo de 2011  | Ciudad de Panamá        | Panamá    | Bandera de Panamá    | 2:0       | Bandera de Bolivia   | Bolivia   |
| 28 de marzo de 2011  | Mazatenango             | Guatemala | Bandera de Guatemala | 1:1       | Bandera de Bolivia   | Bolivia   |
| 4 de junio de 2011   | Santa Cruz de la Sierra | Bolivia   | Bandera de Bolivia   | 0:2       | Bandera de Paraguay  | Paraguay  |
| 7 de junio de 2011   | Asunción                | Paraguay  | Bandera de Paraguay  | 0:0       | Bandera de Bolivia   | Bolivia   |

## Jugadores
| #     | Nombre            | Posición          | Edad              | Club              |
| ----- | ----------------- | ----------------- | ----------------- | ----------------- |
| 1     | Carlos Arias      | Portero           | 31                | Córdoba CF        |
| 2     | Miguel Hoyos      | Defensa           | 30                | Oriente Petrolero |
| 3     | Luis Gutiérrez    | Defensa           | 26                | Oriente Petrolero |
| 4     | Lorgio Álvarez    | Defensa           | 33                | Bolívar           |
| 5     | Ronald Rivero     | Defensa           | 31                | Bolívar           |
| 6     | Walter Flores     | Mediocampista     | 32                | Bolívar           |
| 7     | Edivaldo Rojas    | Mediocampista     | 25                | Naval 1º de Maio  |
| 8     | Ronald García     | Mediocampista     | 30                | Bolívar           |
| 9     | Marcelo Martins   | Delantero         | 24                | Shakhtar Donetsk  |
| 10    | Joselito Vaca     | Mediocampista     | 28                | Oriente Petrolero |
| 11    | Alcides Peña      | Delantero         | 22                | Oriente Petrolero |
| 12    | Daniel Vaca       | Portero           | 32                | The Strongest     |
| 13    | Santos Amador     | Defensa           | 29                | Nacional Potosí   |
| 14    | Cristian Vargas   | Defensa           | 27                | San José          |
| 15    | Jaime Robles      | Mediocampista     | 33                | Aurora            |
| 16    | Ronald Raldes     | Defensa           | 30                | Colón de Santa Fe |
| 17    | Juan Carlos Arce  | Delantero         | 26                | Oriente Petrolero |
| 18    | Ricardo Pedriel   | Delantero         | 24                | Sivasspor         |
| 19    | José Luis Chávez  | Mediocampista     | 27                | Blooming          |
| 20    | Mauricio Saucedo  | Mediocampista     | 25                | Oriente Petrolero |
| 21    | Jhasmani Campos   | Mediocampista     | 23                | Oriente Petrolero |
| 22    | Rudy Cardozo      | Mediocampista     | 21                | Bolívar           |
| 23    | Sergio Galarza    | Portero           | 35                | Blooming          |
| D. T. | Gustavo Quinteros | Gustavo Quinteros | Gustavo Quinteros | Gustavo Quinteros |

## Participación
- Los horarios son correspondientes a la hora local argentina (UTC-3).

### Partidos
| Fecha       | Lugar                 | Instancia      |           |                      | Resultado |                       |            |
| ----------- | --------------------- | -------------- | --------- | -------------------- | --------- | --------------------- | ---------- |
| 1 de julio  | La Plata              | Fase de grupos | Argentina | Bandera de Argentina | 1:1 (0:0) | Bandera de Bolivia    | Bolivia    |
| 7 de julio  | San Salvador de Jujuy | Fase de grupos | Bolivia   | Bandera de Bolivia   | 0:2 (0:0) | Bandera de Costa Rica | Costa Rica |
| 10 de julio | Santa Fe              | Fase de grupos | Colombia  | Bandera de Colombia  | 2:0 (2:0) | Bandera de Bolivia    | Bolivia    |

### Fase de grupos - Grupo A
| Selección  | Pts | PJ | PG | PE | PP | GF | GC | Dif |
| ---------- | --- | -- | -- | -- | -- | -- | -- | --- |
| Colombia   | 7   | 3  | 2  | 1  | 0  | 3  | 0  | 3   |
| Argentina  | 5   | 3  | 1  | 2  | 0  | 4  | 1  | 3   |
| Costa Rica | 3   | 3  | 1  | 0  | 2  | 2  | 4  | −2  |
| Bolivia    | 1   | 3  | 0  | 1  | 2  | 1  | 5  | −4  |

|  | Clasificados a los cuartos de final. |

#### Argentina vs. Bolivia
| 1 de julio    | Argentina  | 1:1 (0:0) | Bolivia   | Estadio Ciudad de La Plata, La Plata                                 |                                                                      |
| 21:45 (UTC-3) | Agüero 75' | Reporte   | Rojas 47' | Asistencia: Sin datos sobre espectadores Árbitro(s): Roberto Silvera | Asistencia: Sin datos sobre espectadores Árbitro(s): Roberto Silvera |

| 23         | Guardameta     | Sergio Romero     |     |
| 4          | Defensa        | Nicolás Burdisso  |     |
| 6          | Defensa        | Gabriel Milito    |     |
| 8          | Defensa        | Javier Zanetti    |     |
| 17         | Defensa        | Marcos Rojo       |     |
| 5          | Centrocampista | Esteban Cambiasso | 46' |
| 14         | Centrocampista | Javier Mascherano |     |
| 19         | Centrocampista | Éver Banega       |     |
| 10         | Delantero      | Lionel Messi      |     |
| 11         | Delantero      | Carlos Tévez      |     |
| 21         | Delantero      | Ezequiel Lavezzi  | 70' |
| Entrenador | Entrenador     | Sergio Batista    |     |

| 1          | Guardameta     | Carlos Arias      |     |
| 3          | Defensa        | Luis Gutiérrez    |     |
| 4          | Defensa        | Lorgio Álvarez    |     |
| 5          | Defensa        | Ronald Rivero     |     |
| 16         | Defensa        | Ronald Raldes     |     |
| 6          | Centrocampista | Wálter Flores     |     |
| 10         | Centrocampista | Joselito Vaca     | 63' |
| 15         | Centrocampista | Jaime Robles      |     |
| 21         | Centrocampista | Jhasmani Campos   | 80' |
| 7          | Delantero      | Edivaldo Rojas    | 89' |
| 9          | Delantero      | Marcelo Martins   |     |
| Entrenador | Entrenador     | Gustavo Quinteros |     |

| 7  | Centrocampista | Ángel Di María | 46' |
| 16 | Delantero      | Sergio Agüero  | 70' |

| 19 | Centrocampista | José Luis Chávez | 63' |
| 17 | Delantero      | Juan Carlos Arce | 80' |
| 22 | Centrocampista | Rudy Cardozo     | 89' |

| Anotado | 75' | Sergio Agüero | 1:1 |

| Anotado | 47' | Edivaldo Rojas | 0:1 |

| Amonestado | 37' | Carlos Tévez     |
| Amonestado | 54' | Ezequiel Lavezzi |

| Amonestado | 34' | Wálter Flores    |
| Amonestado | 38' | Luis Gutiérrez   |
| Amonestado | 75' | José Luis Chávez |
| Amonestado | 87' | Ronald Rivero    |

| Árbitro             | Roberto Silvera |
| Árbitros asistentes | Miguel Nievas   |
| Árbitros asistentes | Luis Alvarado   |
| Cuarto árbitro      | Carlos Vera     |

| 23         | Guardameta     | Sergio Romero     |     |
| 4          | Defensa        | Nicolás Burdisso  |     |
| 6          | Defensa        | Gabriel Milito    |     |
| 8          | Defensa        | Javier Zanetti    |     |
| 17         | Defensa        | Marcos Rojo       |     |
| 5          | Centrocampista | Esteban Cambiasso | 46' |
| 14         | Centrocampista | Javier Mascherano |     |
| 19         | Centrocampista | Éver Banega       |     |
| 10         | Delantero      | Lionel Messi      |     |
| 11         | Delantero      | Carlos Tévez      |     |
| 21         | Delantero      | Ezequiel Lavezzi  | 70' |
| Entrenador | Entrenador     | Sergio Batista    |     |

| 1          | Guardameta     | Carlos Arias      |     |
| 3          | Defensa        | Luis Gutiérrez    |     |
| 4          | Defensa        | Lorgio Álvarez    |     |
| 5          | Defensa        | Ronald Rivero     |     |
| 16         | Defensa        | Ronald Raldes     |     |
| 6          | Centrocampista | Wálter Flores     |     |
| 10         | Centrocampista | Joselito Vaca     | 63' |
| 15         | Centrocampista | Jaime Robles      |     |
| 21         | Centrocampista | Jhasmani Campos   | 80' |
| 7          | Delantero      | Edivaldo Rojas    | 89' |
| 9          | Delantero      | Marcelo Martins   |     |
| Entrenador | Entrenador     | Gustavo Quinteros |     |

| 7  | Centrocampista | Ángel Di María | 46' |
| 16 | Delantero      | Sergio Agüero  | 70' |

| 19 | Centrocampista | José Luis Chávez | 63' |
| 17 | Delantero      | Juan Carlos Arce | 80' |
| 22 | Centrocampista | Rudy Cardozo     | 89' |

| Anotado | 75' | Sergio Agüero | 1:1 |

| Anotado | 47' | Edivaldo Rojas | 0:1 |

| Amonestado | 37' | Carlos Tévez     |
| Amonestado | 54' | Ezequiel Lavezzi |

| Amonestado | 34' | Wálter Flores    |
| Amonestado | 38' | Luis Gutiérrez   |
| Amonestado | 75' | José Luis Chávez |
| Amonestado | 87' | Ronald Rivero    |

| Árbitro             | Roberto Silvera |
| Árbitros asistentes | Miguel Nievas   |
| Árbitros asistentes | Luis Alvarado   |
| Cuarto árbitro      | Carlos Vera     |

| Estadísticas      | Bandera de Argentina | Bandera de Bolivia |
| Tiros             | 15                   | 6                  |
| Tiros a puerta    | 7                    | 6                  |
| Faltas            | 13                   | 24                 |
| Saques de esquina | 11                   | 3                  |
| Penaltis          | 0                    | 0                  |
| Fueras de juego   | 1                    | 0                  |
| Posesión de balón |                      |                    |

#### Bolivia vs. Costa Rica
| 7 de julio, 19:15 | Bolivia | 0:2 (0:0) | Costa Rica                  | Estadio 23 de Agosto, San Salvador de Jujuy                          |                                                                      |
|                   |         | Reporte   | Martínez 59' · Campbell 78' | Asistencia: Sin datos sobre espectadores Árbitro(s): Sálvio Fagundes | Asistencia: Sin datos sobre espectadores Árbitro(s): Sálvio Fagundes |

| 1          | Guardameta     | Carlos Arias      |     |
| 3          | Defensa        | Luis Gutiérrez    |     |
| 4          | Defensa        | Lorgio Álvarez    |     |
| 5          | Defensa        | Ronald Rivero     |     |
| 16         | Defensa        | Ronald Raldes     |     |
| 6          | Centrocampista | Wálter Flores     |     |
| 15         | Centrocampista | Jaime Robles      | 67' |
| 21         | Centrocampista | Jhasmani Campos   | 79' |
| 7          | Delantero      | Edivaldo Rojas    | 67' |
| 9          | Delantero      | Marcelo Martins   |     |
| 17         | Delantero      | Juan Carlos Arce  |     |
| Entrenador | Entrenador     | Gustavo Quinteros |     |

| 18         | Guardameta     | Leonel Moreira   |     |
| 2          | Defensa        | Francisco Calvo  |     |
| 3          | Defensa        | Johnny Acosta    |     |
| 4          | Defensa        | José Salvatierra |     |
| 19         | Defensa        | Óscar Duarte     |     |
| 20         | Defensa        | Pedro Leal       |     |
| 6          | Centrocampista | Heiner Mora      | 82' |
| 8          | Centrocampista | David Guzmán     |     |
| 11         | Centrocampista | Diego Madrigal   | 46' |
| 12         | Delantero      | Joel Campbell    |     |
| 17         | Delantero      | Josué Martínez   | 81' |
| Entrenador | Entrenador     | Ricardo La Volpe |     |

| 19 | Centrocampista | José Luis Chávez | 67' |
| 11 | Delantero      | Alcides Peña     | 67' |
| 8  | Centrocampista | Ronald García    | 79' |

| 7  | Centrocampista | Allen Guevara      | 46' |
| 21 | Delantero      | César Elizondo     | 81' |
| 22 | Centrocampista | José Miguel Cubero | 82' |

| Anotado | 59' | Josué Martínez | 1:0 |
| Anotado | 78' | Joel Campbell  | 2:0 |

| Amonestado | 35' | Lorgio Álvarez  |
| Amonestado | 57' | Marcelo Martins |
| Amonestado | 65' | Ronald Rivero   |
| Expulsado  | 70' | Ronald Rivero   |
| Amonestado | 73' | Jhasmani Campos |
| Expulsado  | 75' | Wálter Flores   |
| Amonestado | 87' | Luis Gutiérrez  |

| Amonestado | 6'    | Abel Aguilar |
| Amonestado | 90+1' | Dayro Moreno |

| Árbitro             | Carlos Vera       |
| Árbitros asistentes | Luis Alvarado     |
| Árbitros asistentes | Marvin Torrentera |
| Cuarto árbitro      | Francisco Chacón  |

| 1          | Guardameta     | Carlos Arias      |     |
| 3          | Defensa        | Luis Gutiérrez    |     |
| 4          | Defensa        | Lorgio Álvarez    |     |
| 5          | Defensa        | Ronald Rivero     |     |
| 16         | Defensa        | Ronald Raldes     |     |
| 6          | Centrocampista | Wálter Flores     |     |
| 15         | Centrocampista | Jaime Robles      | 67' |
| 21         | Centrocampista | Jhasmani Campos   | 79' |
| 7          | Delantero      | Edivaldo Rojas    | 67' |
| 9          | Delantero      | Marcelo Martins   |     |
| 17         | Delantero      | Juan Carlos Arce  |     |
| Entrenador | Entrenador     | Gustavo Quinteros |     |

| 18         | Guardameta     | Leonel Moreira   |     |
| 2          | Defensa        | Francisco Calvo  |     |
| 3          | Defensa        | Johnny Acosta    |     |
| 4          | Defensa        | José Salvatierra |     |
| 19         | Defensa        | Óscar Duarte     |     |
| 20         | Defensa        | Pedro Leal       |     |
| 6          | Centrocampista | Heiner Mora      | 82' |
| 8          | Centrocampista | David Guzmán     |     |
| 11         | Centrocampista | Diego Madrigal   | 46' |
| 12         | Delantero      | Joel Campbell    |     |
| 17         | Delantero      | Josué Martínez   | 81' |
| Entrenador | Entrenador     | Ricardo La Volpe |     |

| 19 | Centrocampista | José Luis Chávez | 67' |
| 11 | Delantero      | Alcides Peña     | 67' |
| 8  | Centrocampista | Ronald García    | 79' |

| 7  | Centrocampista | Allen Guevara      | 46' |
| 21 | Delantero      | César Elizondo     | 81' |
| 22 | Centrocampista | José Miguel Cubero | 82' |

| Anotado | 59' | Josué Martínez | 1:0 |
| Anotado | 78' | Joel Campbell  | 2:0 |

| Amonestado | 35' | Lorgio Álvarez  |
| Amonestado | 57' | Marcelo Martins |
| Amonestado | 65' | Ronald Rivero   |
| Expulsado  | 70' | Ronald Rivero   |
| Amonestado | 73' | Jhasmani Campos |
| Expulsado  | 75' | Wálter Flores   |
| Amonestado | 87' | Luis Gutiérrez  |

| Amonestado | 6'    | Abel Aguilar |
| Amonestado | 90+1' | Dayro Moreno |

| Árbitro             | Carlos Vera       |
| Árbitros asistentes | Luis Alvarado     |
| Árbitros asistentes | Marvin Torrentera |
| Cuarto árbitro      | Francisco Chacón  |

| Estadísticas      | Bandera de Bolivia | Bandera de Costa Rica |
| Tiros             | 9                  | 11                    |
| Tiros a puerta    | 0                  | 5                     |
| Faltas            | 11                 | 14                    |
| Saques de esquina | 7                  | 3                     |
| Penaltis          | 0                  | 1 (0)                 |
| Fueras de juego   | 1                  | 4                     |
| Posesión de balón |                    |                       |

#### Colombia vs. Bolivia
| 10 de julio, 16:00 | Colombia               | 2:0 (2:0) | Bolivia | Estadio Brigadier Estanislao López, Santa Fe                          |                                                                       |
|                    | Falcao 14', 28' (pen.) | Reporte   |         | Asistencia: Sin datos sobre espectadores Árbitro(s): Francisco Chacón | Asistencia: Sin datos sobre espectadores Árbitro(s): Francisco Chacón |

| 12         | Guardameta     | Luis Martínez       |     |
| 3          | Defensa        | Mario Yepes         |     |
| 7          | Defensa        | Pablo Armero        |     |
| 14         | Defensa        | Luis Amaranto Perea |     |
| 18         | Defensa        | Camilo Zúñiga       |     |
| 6          | Centrocampista | Carlos Sánchez      |     |
| 8          | Centrocampista | Abel Aguilar        |     |
| 13         | Centrocampista | Fredy Guarín        | 50' |
| 9          | Delantero      | Radamel Falcao      |     |
| 17         | Delantero      | Dayro Moreno        | 46' |
| 20         | Delantero      | Adrián Ramos        | 77' |
| Entrenador | Entrenador     | Hernán Darío Gómez  |     |

| 1          | Guardameta     | Carlos Arias      |     |
| 4          | Defensa        | Lorgio Álvarez    |     |
| 13         | Defensa        | Santos Amador     |     |
| 14         | Defensa        | Christian Vargas  |     |
| 16         | Defensa        | Ronald Raldes     |     |
| 8          | Centrocampista | Ronald García     |     |
| 15         | Centrocampista | Jaime Robles      |     |
| 21         | Centrocampista | Jhasmani Campos   |     |
| 7          | Delantero      | Edivaldo Rojas    | 46' |
| 9          | Delantero      | Marcelo Martins   | 60' |
| 17         | Delantero      | Juan Carlos Arce  | 70' |
| Entrenador | Entrenador     | Gustavo Quinteros |     |

| 11 | Delantero      | Hugo Rodallega | 46' |
| 10 | Centrocampista | Juan Cuadrado  | 50' |
| 16 | Centrocampista | Elkin Soto     | 77' |

| 10 | Centrocampista | Joselito Vaca   | 46' |
| 11 | Delantero      | Alcides Peña    | 60' |
| 18 | Delantero      | Ricardo Pedriel | 70' |

| Anotado         | 14' | Radamel Falcao | 1:0 |
| Anotado · Penal | 28' | Radamel Falcao | 2:0 |

| Amonestado | 33' | Jhasmani Campos |

| Árbitro             | Francisco Chacón  |
| Árbitros asistentes | Marvin Torrentera |
| Árbitros asistentes | Luis Sánchez      |
| Cuarto árbitro      | Juan Soto         |

| 12         | Guardameta     | Luis Martínez       |     |
| 3          | Defensa        | Mario Yepes         |     |
| 7          | Defensa        | Pablo Armero        |     |
| 14         | Defensa        | Luis Amaranto Perea |     |
| 18         | Defensa        | Camilo Zúñiga       |     |
| 6          | Centrocampista | Carlos Sánchez      |     |
| 8          | Centrocampista | Abel Aguilar        |     |
| 13         | Centrocampista | Fredy Guarín        | 50' |
| 9          | Delantero      | Radamel Falcao      |     |
| 17         | Delantero      | Dayro Moreno        | 46' |
| 20         | Delantero      | Adrián Ramos        | 77' |
| Entrenador | Entrenador     | Hernán Darío Gómez  |     |

| 1          | Guardameta     | Carlos Arias      |     |
| 4          | Defensa        | Lorgio Álvarez    |     |
| 13         | Defensa        | Santos Amador     |     |
| 14         | Defensa        | Christian Vargas  |     |
| 16         | Defensa        | Ronald Raldes     |     |
| 8          | Centrocampista | Ronald García     |     |
| 15         | Centrocampista | Jaime Robles      |     |
| 21         | Centrocampista | Jhasmani Campos   |     |
| 7          | Delantero      | Edivaldo Rojas    | 46' |
| 9          | Delantero      | Marcelo Martins   | 60' |
| 17         | Delantero      | Juan Carlos Arce  | 70' |
| Entrenador | Entrenador     | Gustavo Quinteros |     |

| 11 | Delantero      | Hugo Rodallega | 46' |
| 10 | Centrocampista | Juan Cuadrado  | 50' |
| 16 | Centrocampista | Elkin Soto     | 77' |

| 10 | Centrocampista | Joselito Vaca   | 46' |
| 11 | Delantero      | Alcides Peña    | 60' |
| 18 | Delantero      | Ricardo Pedriel | 70' |

| Anotado         | 14' | Radamel Falcao | 1:0 |
| Anotado · Penal | 28' | Radamel Falcao | 2:0 |

| Amonestado | 33' | Jhasmani Campos |

| Árbitro             | Francisco Chacón  |
| Árbitros asistentes | Marvin Torrentera |
| Árbitros asistentes | Luis Sánchez      |
| Cuarto árbitro      | Juan Soto         |

| Estadísticas      | Bandera de Colombia | Bandera de Bolivia |
| Tiros             | 11                  | 8                  |
| Tiros a puerta    | 6                   | 4                  |
| Faltas            | 12                  | 16                 |
| Saques de esquina | 2                   | 4                  |
| Penaltis          | 1 (1)               | 0                  |
| Fueras de juego   | 1                   | 0                  |
| Posesión de balón |                     |                    |